# 李顺庭宅院
李顺庭宅院是一处古建筑，位于山西省晋中市太谷区北洸乡果树所社区（白城村），建于清-民国。
2021年8月4日，李顺庭宅院公布为山西省文物保护单位。